# Троїцько-Печорський район
Тро́їцько-Печо́рський район (рос. Троицко-Печорский район, комі Мылдін район) — адміністративна одиниця Республіки Комі Російської Федерації.
Адміністративний центр — селище міського типу Троїцько-Печорськ.

## Населення
Населення району становить 10886 осіб (2019; 13817 у 2010, 17610 у 2002, 23733 у 1989).
Національний склад (станом на 2010 рік):
- росіяни — 8691 особа (62,90 %)
- комі — 3567 осіб (25,82 %)
- українці — 582 особи (4,21 %)
- білоруси — 192 особи (1,39 %)
- татари — 70 осіб (0,51 %)
- німці — 62 особи (0,45 %)
- чуваші — 44 особи (0,32 %)
- азербайджанці — 9 осіб (0,07 %)
- інші — 600 осіб

## Адміністративно-територіальний поділ
На території району 1 міське поселення та 10 сільських поселень:
| Поселення                           | Площа, км² | Населення, осіб (1989) | Населення, осіб (2002) | Населення, осіб (2010) | Населення, осіб (2019) | Центр                  | Населені пункти |
| ----------------------------------- | ---------- | ---------------------- | ---------------------- | ---------------------- | ---------------------- | ---------------------- | --------------- |
| Троїцько-Печорське міське поселення | 76,76      | 10814                  | 8921                   | 7326                   | 6190                   | Троїцько-Печорськ      | 2               |
| Знаменське сільське поселення       | 26,22      | 890                    | 433                    | 306                    | 209                    | Знаменка               | 2               |
| Комсомольське сільське поселення    | 447,61     | 1718                   | 1103                   | 1004                   | 765                    | Комсомольськ-на-Печорі | 4               |
| Кур'їнське сільське поселення       | 173,92     | 481                    | 216                    | 123                    | 84                     | Кур'я                  | 3               |
| Милвинське сільське поселення       | 96,86      | 1812                   | 1146                   | 853                    | 695                    | Милва                  | 3               |
| Митрофановське сільське поселення   | 163,09     | 1525                   | 791                    | 513                    | 290                    | Митрофан-Дікост        | 6               |
| Нижньоомринське сільське поселення  | 54,64      | 441                    | 1258                   | 913                    | 608                    | Нижня Омра             | 3               |
| Покчинське сільське поселення       | 105,83     | 1153                   | 823                    | 594                    | 407                    | Покча                  | 3               |
| Приуральське сільське поселення     | 142,33     | 1261                   | 823                    | 648                    | 477                    | Приуральський          | 2               |
| Усть-Ілицьке сільське поселення     | 110,65     | 1845                   | 878                    | 620                    | 397                    | Усть-Ілич              | 3               |
| Якшинське сільське поселення        | 23,25      | 1793                   | 1218                   | 1025                   | 764                    | Якша                   | 1               |
| Міжселенна територія                | 38652,42   | -                      | -                      | -                      | -                      | -                      | -               |

2008 року було ліквідовано присілок Антон, 2014 року — селище Річний.

## Найбільші населені пункти
| №  | Населений пункт        | Населення, осіб (1989) | Населення, осіб (2002) | Населення, осіб (2010) |
| -- | ---------------------- | ---------------------- | ---------------------- | ---------------------- |
| 1  | Троїцько-Печорськ      | 10 727                 | 8 851                  | 7 276                  |
| 2  | Якша                   | 1 793                  | 1 218                  | 1 025                  |
| 3  | Комсомольськ-на-Печорі | 1 539                  | 984                    | 933                    |
| 4  | Нижня Омра             | -                      | 1 087                  | 791                    |
| 5  | Милва                  | 938                    | 735                    | 604                    |
| 6  | Приуральський          | 990                    | 593                    | 450                    |
| 7  | Усть-Ілич              | 785                    | 494                    | 415                    |
| 8  | Митрофан-Дікост        | 761                    | 416                    | 351                    |
| 9  | Покча                  | 375                    | 367                    | 312                    |
| 10 | Знаменка               | 845                    | 413                    | 291                    |